# Hans Neusidler
Hans Neusidler (también Neusiedler o Newsidler) (c.1508 – 2 de febrero de 1563), fue un compositor y laudista alemán del Renacimiento.

## Biografía
Neusidler nació en Presburgo (hoy Bratislava, Eslovaquia). Las primeras noticias sobre su actividad musical datan de 1530, cuando se estableció en Núremberg, Alemania. En esta ciudad obtuvo un permiso de residencia en febrero de 1530, contrayendo matrimonio en septiembre del mismo año. En abril de 1531, alcanzó la categoría de ciudadano y poco después compró una casa en Zotenberg. Enseñó laúd allí en la década de 1530, publicando ocho libros de música para laúd entre 1536 y 1549. A partir de 1550 compaginó su actividad como laudista con el negocio de fabricación de laúdes. Fue padre de trece hijos con su primera esposa, y probablemente por ello tuvo problemas financieros, debiendo vender su casa por deudas. En enero de 1556, su esposa murió. Se casó de nuevo cinco meses más tarde, teniendo con su segunda esposa otros cuatro hijos. Falleció en Núremberg en 1562, sus hijos Melchior Neusidler (1531–1590) y Konrad Neusidler (1541- posterior a 1604) fueron también reconocidos laudistas y compositores.

## Obra
Neusidler, junto con Hans Judenkunig y Hans Gerle, fue uno de los más importantes laudistas alemanes. Sus ocho publicaciones incluyen intabulaciones de canciones alemanas, chansons francesas, madrigales italianos, piezas para baile, y preludios de naturaleza improvisada. La mayor parte de sus piezas están escritas a tres partes, mientras que otras escritas para principiantes tienen únicamente dos y algunos arreglos cuatro. Publicó también algunos arreglos de obras de origen popular. Su primera obra impresa, fechada en 1536, consta de una colección de piezas para principiantes y comienza con una introducción sobre la forma de tocar el laúd, lo que da una idea de la práctica interpretativa de la época.
Una de sus piezas es Der Juden Tanz, a menudo citada como ejemplo de politonalidad. Esta obra fue transcrita por primera vez en Denkmäler der Tonkunst en Österreich y aparece en la Antología Histórica de Música de Davison & Apel. Apel da un facsímil de tablatura en La Notación de Música Polifónica que incluye instrucciones de scordatura.

## Publicaciones
Todas son para laúd y fueron publicadas en Núremberg.
- Ein newgeordent künstlich Lautenbuch in zwen Theyl getheylt: der erst für die anfahenden Schuler (1536)
- Der ander Theil des Lautenbuchs: darin sind begriffen vil ausserlesner kunstreycher Stuck von Fantaseyen,
- Preambeln, Psalmen, und Muteten … auff die Lauten dargeben (1536)
- Ein newes Lautenbüchlein mit vil schonen Liedern (1540)
- Das erst Buch: ein newes Lautenbüchlein mit vil feiner lieblichen Liedern für die jungen Schuler (1544)
- Das ander Buch: ein new künstlich Lautten Buch für die anfahenden Schuler (1544)
- Das dritt Buch: ein new kunstlich Lauten Buch darin vil trefflicher … Kunst Stück von Psalmen und Muteten (1544)
- Das erst Buch: ein newes Lautenbüchlein mit vil feiner lieblichen Liedern, für die jungen Schuler (1547)
- Das ander Buch: ein new künstlich Lauten Buch erst yetzo von newem gemacht für junge und alte Schüler (1549)

## Grabaciones
- 2005 – Obrecht. Chansons, Canciones, Motetes. Capilla Flamenca Y Piffaro. Eufoda 1361.